# 吴青霞
吴青霞（1910年—2008年），原名德舒，号龙城女史，别署篆香阁主，女，江苏常州人，中国国画家，曾任中国国际文化交流中心理事。

## 家庭
丈夫吴蕴瑞、继子吳承硯。